# Armenpress
Armenpress (armenio: Արմենպրես) es la agencia de noticias estatal más antigua y principal de Armenia.

## Historia
Armenpress fue fundada el 18 de diciembre de 1918 por el gobierno de la Primera República de Armenia como la Agencia de Telégrafos de Armenia. Simon Vratsian desempeñó un papel importante en el establecimiento de la agencia. Después de la sovietización de Armenia en 1920, pasó a llamarse Armenkavrosta y, posteriormente, se conoció como Armenrosta y Armenta. Fue renombrado Armenpress en 1972. Durante el período soviético, de 1920 a 1991, sirvió como la "fuente oficial autorizada de información pública", operando bajo el control directo del Partido Comunista Armenio.
Armenpress colabora con Reuters, TASS (Rusia) y Xinhua (China). Es miembro de la Asociación de Agencias Nacionales de Noticias del Mar Negro.
La agencia publica diariamente más de 400 noticias en armenio, ruso, inglés, árabe, francés, turco y español.